# La gama ciega
La gama ciega es un cuento del escritor uruguayo Horacio Quiroga, publicado en el libro para niños Cuentos de la selva en 1918.

## Análisis
La gama ciega trata sobre una cría hembra de venado que no hizo caso a su mamá y quedó ciega del todo, pues le picaron las avispas. Su madre decide llevarla con el buen hombre.
La moraleja de la historia da la lección que se da contra la rebeldía y la desobediencia.

## Personajes

### Gamita
La gamita es un venado que tenía un hermano, pero se lo comió un gato montés. Este personaje demuestra la rebeldía que pueden llegar a tener algunos hijos con sus padres, ya que la madre le dijo que no robe la miel y al pensar que era una exageración no hizo lo que la madre le había dicho, provocando todas las picaduras que obtuvo. Y la dejó ciega del todo.

### Madre gama
La madre de la gamita ciega (protagonista del cuento), siempre cuidaba a su hija, pero esta no le hizo caso, y las avispas le picaron hasta dejarla ciega. Más tarde se volvió una madre sobreprotectora cuando curaba a su gamita.

### Cazador
Era un hombre que era cazador, y también cazaba venados. Era una buena persona y fue quien ayudó a la madre para poder curar a la gamita. Luego de curada, la gamita pensaba que tenía que hacerle un regalo de agradecimiento, llevándole plumas de garza. Después de ir varias veces, el cazador y la gamita se hicieron grandes amigos, él le daba miel y ella las plumas que valían mucho dinero